# Пироговский сельский совет (Глобинский район)
Пироговский сельский совет (укр. Пирогівська сільська рада) — входит в состав
Глобинского района
Полтавской области
Украины.
Административный центр сельского совета находится в 
с. Пироги.

## История
- 1918 — дата образования.

## Населённые пункты совета
- с. Пироги
- с. Яроши